# Saison 1998-1999 de l'Espanyol de Barcelone
Chronologie
Saison précédente Saison suivante
Le club de football catalan du RCD Espanyol participe lors de la saison 1998-1999 au championnat d'Espagne, à la Coupe d'Espagne et à la Coupe Intertoto 1998.

## Compétitions

### Championnat
L'Espanyol Barcelone termine septième du championnat d'Espagne, remporté par le FC Barcelone.
| Rang | Équipe               | Pts | J  | G  | N  | P  | Bp | Bc | Diff |
| ---- | -------------------- | --- | -- | -- | -- | -- | -- | -- | ---- |
| 1    | FC Barcelone         | 79  | 38 | 24 | 7  | 7  | 87 | 43 | +44  |
| 2    | Real Madrid          | 68  | 38 | 21 | 5  | 12 | 77 | 62 | +15  |
| 3    | Real Majorque        | 66  | 38 | 20 | 6  | 12 | 48 | 31 | +17  |
| 4    | Valencia CF          | 65  | 38 | 19 | 8  | 11 | 63 | 39 | +24  |
| 5    | Celta Vigo           | 64  | 38 | 17 | 13 | 8  | 69 | 41 | +28  |
| 6    | Deportivo La Corogne | 63  | 38 | 17 | 12 | 9  | 55 | 43 | +12  |
| 7    | Espanyol Barcelone   | 61  | 38 | 16 | 13 | 9  | 49 | 38 | +11  |
| 8    | Athletic Bilbao      | 60  | 38 | 17 | 9  | 12 | 53 | 47 | +6   |
| 9    | Real Saragosse       | 57  | 38 | 16 | 9  | 13 | 57 | 46 | +11  |
| 10   | Real Sociedad        | 54  | 38 | 14 | 12 | 12 | 47 | 43 | +4   |
| 11   | Real Betis Balompié  | 49  | 38 | 14 | 7  | 14 | 47 | 58 | -11  |
| 12   | Real Valladolid      | 48  | 38 | 13 | 9  | 16 | 35 | 44 | -9   |
| 13   | Atlético Madrid      | 46  | 38 | 12 | 10 | 16 | 54 | 50 | +4   |
| 14   | Real Oviedo          | 45  | 38 | 11 | 12 | 15 | 41 | 57 | -16  |
| 15   | Racing Santander     | 42  | 38 | 10 | 12 | 16 | 41 | 53 | -12  |
| 16   | Deportivo Alavés     | 40  | 38 | 11 | 7  | 20 | 36 | 63 | -27  |
| 17   | CF Extremadura       | 39  | 38 | 9  | 12 | 17 | 27 | 53 | -26  |
| 18   | Villarreal CF        | 36  | 38 | 8  | 12 | 18 | 47 | 63 | -16  |
| 19   | CD Tenerife          | 34  | 38 | 7  | 13 | 18 | 41 | 63 | -22  |
| 20   | UD Salamanca         | 27  | 38 | 7  | 6  | 25 | 29 | 66 | -37  |

Pts = Points; J = Matchs joués; G = Matchs gagnés; N = Matchs nuls; P = Matchs perdus; Bp = Buts pour; Bc = Buts contre; Diff = différence de buts

### Coupe d'Espagne
L'Espanyol Barcelone bat le Real Valladolid en huitième de finale puis il est éliminé lors du tour suivant par l'Atlético Madrid.

### Coupe Intertoto
Les Catalans battent les Tchèques du FC Boby Brno et les Français de l'AJ Auxerre puis ils sont sortis de la compétition en demi-finale par les Espagnols du Valence CF.
| Match              | Club               | Aller | Total | Retour | Club               |
| ------------------ | ------------------ | ----- | ----- | ------ | ------------------ |
| Huitième de finale | FC Boby Brno       | 5-3   | 5-5   | 0-2    | Espanyol Barcelone |
| Quart de finale    | AJ Auxerre         | 1-1   | 1-2   | 0-1    | Espanyol Barcelone |
| Demi-finale        | Espanyol Barcelone | 0-1   | 0-3   | 0-2    | Valence CF         |